# Maliseet

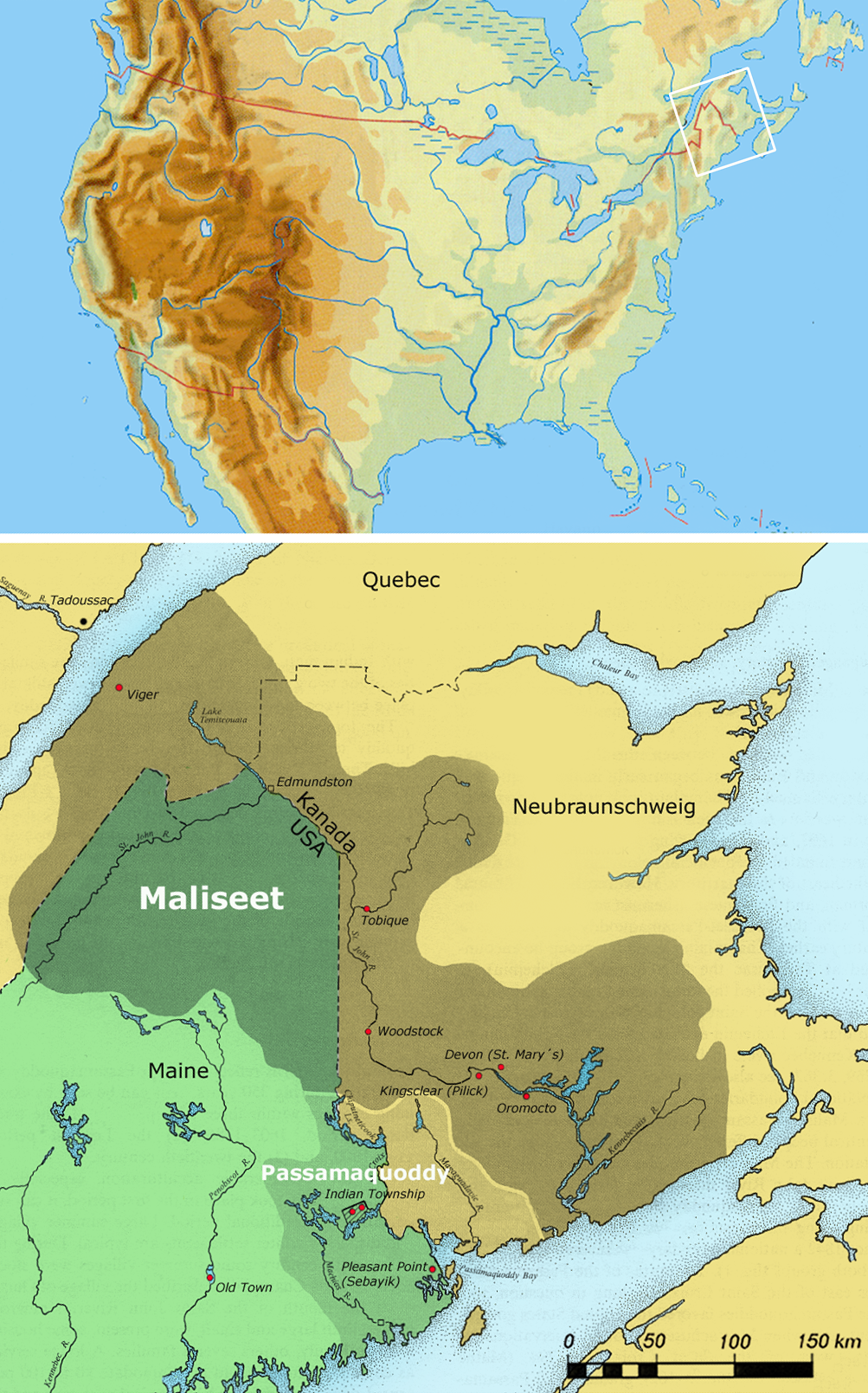
Territori dei Maliseet e dei Passamaquoddy

I Maliseet, anche denominati Etchemin o Malecite (endonimo Wolastoqiyik), sono una tribù di nativi americani dell'America del Nord, che abitava le valli del fiume Saint-Jean e dei suoi affluenti, a cavallo della frontiera che separa il Nuovo Brunswick e il Québec in Canada, dal Maine negli Stati Uniti d'America. I loro costumi e la loro lingua della famiglia algonchina, sono molto simili a quelli dei loro vicini Micmacs, Passamaquoddy e Pentagouet.
Oggigiorno, circa 3 000 Maliseet vivono nel Nuovo Brunswick, all'interno delle tribù Madawaska, Tobique, Woodstock, Kingsclear, St. Mary e Oromocto. 600 vivono a Houlton (Maine) e 800 nella riserva Première Nation Malécite de Viger (in Québec).

## Etimologia
L'esonimo « Maliseet » proviene da una parola micmac che significava probabilmente «locutore pigro ». . I Maliseet chiamano se stessi, Wolastoqiyiks, che significa il « popolo del fiume Saint-Jean» o gli « indigeni del fiume Saint-Jean ». L'etimologia popolare da la definizione di « bel fiume» alla radice Wolastoq.

## Storia

### Preistoria
Le origini della Passamaquoddy e Maliseet non sono chiare, ma sembrano provenire da uno stesso popolo che si sarebbero separato a metà del XVIII secolo o anche prima. Dopo di allora, i Maliseet risiederanno nella valle del fiume Saint-Jean in New Brunswick e nel Quebec, mentre i Passamaquoddy si stabiliranno nella valle del fiume St. Croix e sulle rive della Baia Passamaquoddy.

### Periodo tradizionale (1603-1785)
È probabile che pescatori baschi, francesi, portoghesi, spagnoli e inglesi abbiano incontrato i Maliseet durante il XVI secolo o anche prima. Il primo incontro viene documentato da Samuel de Champlain, a Tadoussac nel 1603. Nel XVII secolo, i Maliseet hanno avuto parecchi contatti con gli europei, e questi contatti sono stati generalmente cordiali. Tuttavia, nel 1612, risultano esserci più di 1000 "Etchemins" (nome con cui i francesi comprendevano sia i Passamaquoddy che i Maliseet), ma il loro numero diminuisce drasticamente nel corso dei secoli XVII e XVIII, a causa delle malattie portate dagli europei, dell'alcolismo e probabilmente a causa di avvelenamenti pianificati. Durante le guerre tra francesi e inglesi, i Maliseet si allearono con i francesi per i quali costituirono un importante elemento difensivo. Nel 1728, ratificano il trattato di pace con i Britannici a Boston col quale riconoscono la sovranità britannica sulla Nuova Scozia.

### Periodo lealista (1785-1900)
Il Trattato di Jay o Trattato di Londra, firmato nel novembre del 1794 accorda ai Maliseet il diritto di viaggiare liberamente tra gli Stati Uniti e il Canada. Viene creata la riserva Tobique 20 al fine di spingere i Maliseet a divenire agricoltori e sedentari; ma essi scelgono di continuare a seguire il loro modo di vita semi-nomade, utilizzando molti accampamenti lungo il fiume. All'inizio del XIX secolo, numerose persone migrano verso Cacouna e l''Isle-Verte, in Québec; la riserva di Viger verrà creata per questo motivo nel 1827. 
La riserva The Brothers 18, consistente in due isole nei pressi di Saint-Jean, viene donata nel 1938 agli indigeni. I Maliseet soffrono sempre di più del processo di acculturazione, infatti vivono in numero sempre maggiore nelle città dove si dedicano all'artigianato o al lavoro nei cantieri edili, dimenticando le tradizioni e gli usi originari. 
Nel 1820, la popolazione raggiunge nuovamente il livello del primo censimento del 1612 e, a parte alcuni periodi di declino, aumenterà continuamente in seguito. La popolazione è raddoppiata tra il 1910 e il 1970, da 848 a 1812 persone.

### Periodo contemporaneo (1900- )
Nel corso del XX secolo, le riserve più isolate sono gradualmente abbandonate in favore di quelle più centrali, in più molti emigrano verso le città. All'inizio del secolo, più nessuna famiglia vive in modo tradizionale,. Molti Maliseet dell'alta valle del fiume si spostano nell'Aroostook County, nel Maine, attratti dall'industria delle patate. Molti altri Maliseet e Passamaquoddy emigrano verso le città industriali del Connecticut e del Massachusetts. La quasi totalità dei Maliseet del Quebec si sono sposati con canadesi e ormai sono assimilati. I Maliseet facevano parte della Confederazione Wabanaki o Waban'aki (popolo del sole nascente), che raccoglieva anche i Penobscot, i Passamaquoddy, gli Abenaki del Maine e i Mi'kmaq. Questa coalizione si era formata per contrastare l'aggressione degli Irochesi. Quindi i Maliseet hanno dovuto condividere una parte del loro territorio, con queste tribù.

## Modo di vita
I Maliseet possedevano un'economia principalmente agricola. Vivevano di caccia e di pesca e coltivavano anche il mais.

### Lingua
Tradizionalmente la lingua parlata dai Maliseet era il malecite-passamaquoddy, una lingua appartenente alla famiglia linguistica algonchina ramo orientale, ma oggi non molti Maliseet parlano e capiscono questa lingua. I giovani tendono a parlare principalmente in inglese.

## Curiosità
Kesegowaase, personaggio del videogioco Assassin's Creed: Rogue è un membro di tale tribù dei nativi americani.